# Vela en los Juegos Mediterráneos de 1963
La competición de vela de los Juegos Mediterráneos de 1963 se celebró entre el 24 y el 28 de septiembre en Nápoles.

## Medallero
| Star  | Nino Cosentino · - · Italia · 21 puntos                          | Roger Bourdon - Francia 16 puntos                               | Mustafá Kaptan · - · Egipto · 11 puntos                |  |  |  |
| Snipe | Pedro Casado Bolín · Miguel Parra Campos · España · 26,50 puntos | Settimio della Casa · Mino Scognamiglio · Italia · 17,50 puntos | Gérard Battaglia Jean-Pierre Crovetto Mónaco 13 puntos |  |  |  |
| Finn  | Juan Olábarri de la Sota · España · 26,50 puntos                 | Francis Jammes Francia 20,25 puntos                             | Stavros Paarakis · Grecia · 20,25 puntos               |  |  |  |
|       |                                                                  |                                                                 |                                                        |  |  |  |